# 21-es busz (Sopron)
A soproni 21-es jelzésű autóbusz Autóbusz-állomás és Ágfalvi úti lakótelep végállomások között közlekedik.

## Története
A 21-es járat korábban a GYSEV pályaudvartól indult, és a Várkerület, ellenkező irányban az Ógabona tér - Lackner Kristóf utca - Selmeci utca - Táncsics Mihály utca - Baross úton át az Ágfalvi úti lakótelepig közlekedett, betétjárata a 21A busz, ami a Lackner Kristóf utcából indult. 2001. június 10-től mindkét járat a Baross út helyett az Ágfalvi út - Bánfalvi úton keresztül közlekedik. 2002. június 16-tól a 21-es busz végállomása a GYSEV pályaudvar helyett a Lackner Kristóf utcához helyeződik át, ezzel egyidőben megszűnt a 21A busz. 2003. június 15-től a Lackner Kristóf utca felé közlekedő járatok a Táncsics Mihály utca - Selmeci utca helyett a Mező utca - Ferenczy János utcán keresztül közlekednek, ekkor adják át a Kossuth Lajos utca, villanyóra nevű megállót is. 2005-ben a Villanyóránál lévő körforgalom átadása után a Ferenczy János utca egyirányú szakaszán, és a teljesen egyirányú Mező utcában a kötelező haladási irányt megfordították, így a kialakult szűk keresztmetszet miatt a járat a Lackner Kristóf utca felé ismét a Táncsics Mihály utca - Selmeci utcán keresztül közlekedik, és ekkortól a Kossuth Lajos utca, villanyóra megálló helyett ismét a Táncsics Mihály utca 4. (most: Táncsics Mihály utca, templom) megállóban áll meg. Később ismét a Táncsics Mihály utca, templom megálló helyett a Kossuth Lajos utca, villanyóra megállóban áll meg, és újraindították a 21A buszt, azzal a különbséggel, hogy az csak hétköznap reggelente közlekedett, és csak abban különbözött az alapjárattól, hogy nem az autóbusz-állomásra érkezett, hanem annak Lackner Kristóf utcai megállójába, és a Kossuth Lajos utca, villanyóra megálló helyett a Táncsics Mihály utca, templom megállóban állt meg.
 A 21-es vonalon 2011. augusztus 1-jétől integrálásra került a helyi és a helyközi közlekedés, ezért ezt a viszonylatot a Sopron-Ágfalva között közlekedő 7246-os helyközi autóbuszjárat szolgálja ki, amelyek az autóbusz-állomás és az Ágfalvi úti lakótelep között helyi utazásra is igénybe vehetők.
 2022. október 22-től Sopron város önkormányzatának döntése alapján, az energiaválság következtében jelentős menetrendi változások és járatritkítások léptek érvénybe. A módosítások értelmében a 16-os és 21A buszok a továbbiakban nem közlekednek, valamint a 22-es busz csak az Ipar körút felé jár, az Ágfalvi úti lakótelep irányú viszonylata megszűnt.
 2024. december 15-től a járatok Berkenye utca megállóhelye megszűnt.

## Útvonal
| Autóbusz-állomás → Ágfalvi úti lakótelep |
| --- |
| Autóbusz-állomás végállomás – Dózsa utca – Ferenczy János utca – Lackner Kristóf utca – Selmeci utca – Táncsics Mihály utca – Kossuth Lajos utca – Bánfalvi út – Ágfalvi út – Ágfalvi úti lakótelep végállomás |

| Ágfalvi úti lakótelep → Autóbusz-állomás |
| --- |
| Ágfalvi úti lakótelep végállomás – Ágfalvi út – Bánfalvi út – Kossuth Lajos utca – Táncsics Mihály utca – Selmeci utca – Lackner Kristóf utca – Autóbusz-állomás végállomás |

## Megállóhelyek
| Távolság (km) | Idő (perc) | Megállóhely neve / korábbi neve(i)                     | Idő (perc) | Távolság (km) | Átszállási lehetőségek | Fontosabb nevezetességek, helyek, áruházak és intézmények a közelben                                            |
| ------------- | ---------- | ------------------------------------------------------ | ---------- | ------------- | --- | --- |
| 0             | 0          | Autóbusz-állomás                                       | 10         | 3,5           | 1, 2, 3, 3Y, 4, 5, 5A, 5B, 5T, 5Y, 7, 7A, 7B, 7T, 8, 10, 10B, 10Y, 11Y, 12, 12B, 13, 13B, 14, 14B, 15, 15A, 17, 27, 27A, 27B, 27T, 32, 33 Helyközi és távolsági autóbuszjáratok | Soproni autóbusz-állomás Soproni Rendőrkapitányság Káposztás utcai Stadion INTERSPAR áruház Vásárcsarnok        |
| 0,6           | 2          | Táncsics utca, templom Táncsics utca 4.                | –          | –             | 3, 4, 11, 11A, 11B, 22, 27Y | Jézus Szíve templom Soproni SZC Vendéglátó, Kereskedelmi Technikum és Kollégium SOE Benedek Elek Pedagógiai Kar |
| –             | –          | Kossuth Lajos utca, villanyóra                         | 8          | 2,5           | 3, 4, 11, 11A, 11B, 22, 27Y | Jézus Szíve templom Soproni SZC Vendéglátó, Kereskedelmi Technikum és Kollégium SOE Benedek Elek Pedagógiai Kar |
| 1,0           | 3          | Kossuth Lajos utca, Vadász utca Kossuth Lajos utca 20. | 7          | 2,1           | 3, 4, 22 | Sopron-Déli pályaudvar Sopron vármegye Makett és Emlékpark                                                      |
| 1,8           | 5          | Bánfalvi út, Falco kft.                                | 5          | 1,3           | 3, 22 | Lidl áruház Spar szupermarket                                                                                   |
| 2,2           | 6          | Ágfalvi út, Besenyő utca Besenyő utca                  | 4          | 0,9           | 3, 10, 10B, 10Y, 22 | Aldi áruház |
| 2,7           | 7          | Öntöde utca Ágfalvi út, vasöntöde                      | 3          | 0,4           | 22 | |
| 3,2           | 10         | Ágfalvi úti lakótelep                                  | 0          | 0             | 4, 22 | |